# Fórmula 3000

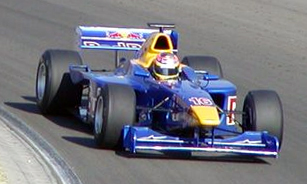
Monoplaza de Fórmula 3000 en 2003.

La Fórmula 3000 (F3000) fue un tipo de monoplaza que ocupaba un nivel inmediatamente inferior al de la Fórmula 1 y superior a la Fórmula 3. Fue llamado así porque los monoplazas estaban propulsados por motores de 3.0 L.

## Campeonatos

### Fórmula 3000 Internacional
La serie de F3000 más prestigiosa, la Fórmula 3000 Internacional, fue presentada por la Federación Internacional del Automóvil (FIA) en 1985 para reemplazar a la Fórmula 2, y fue reemplazada por la GP2 Series en 2005. Si bien la serie internacional suele ser sinónimo de Fórmula 3000, han existido otras series que compiten con dicha especificación.

### Fórmula 3000 Británica/Fórmula 2 Británica
Una serie inferior llamada Fórmula 3000 Británica funcionó durante varios años a fines de la década de 1980 y principios de la de 1990, generalmente con monoplazas de un año. Fundada en 1989 como el Campeonato Británico de Fórmula 3000, la categoría pasó a llamarse Fórmula 2 Británica en 1992, pero las grillas disminuyeron rápidamente y terminó después de la temporada 1994. Se relanzó en 1996 y se canceló una vez más al año siguiente, después de que se realizara una carrera con solo tres monoplazas. Otros dos intentos de reiniciar las carreras de F3000 en el Reino Unido fracasaron.

### Euro Fórmula 3000/Euroseries 3000
Una competición italiana se convirtió en una de segundo nivel, la Euro Fórmula 3000 (ahora Euroseries 3000), con la generación anterior de especificación Lola. Una serie nacional italiana comenzó en 2005 con la llegada de la GP2 Series, pero ahora se fusionó con la Euroseries 3000, con chasis B02/50 y B99/50. A partir de 2010, pasó a llamarse Auto GP, utilizando monoplazas y motores antiguos provenientes de la categoría A1 Grand Prix en lugar de las especificaciones F3000.

### American Racing Series
La American Racing Series, predecesora de la Indy Lights, corrió con un chasis March F3000 (llamados Wildcats), motorizados por Buick, antes de recurrir a Lola años después.

### Fórmula 3000 Japonesa/Fórmula Nippon
Japón persistió con las reglas de la Fórmula 2 durante un par de años después de la desaparición de la F2 en Europa, pero luego adoptó básicamente las reglas de la F3000 en 1987. A diferencia de la Fórmula 3000 Europea, el campeonato japonés presentaba mucha competencia entre las empresas de neumáticos y tendía a contar con pilotos bien pagados (tanto locales como extranjeros) en monoplazas que tendían a estar más desarrollados y probados que los de la serie europea. El motor Mugen dominó la serie y también fue competitivo en la F3000 Europea. La Fórmula 3000 Japonesa pasó a llamarse Fórmula Nippon en 1996 y se separó por completo de las carreras europeas en 2009 con el nuevo chasis Swift.

### Fórmula Holden/Fórmula 4000
En Australia, la Fórmula 4000 siguió utilizando el antiguo chasis F3000 (predominantemente Reynard) hasta 2006, al igual que sus predecesores, la Fórmula Brabham y la Fórmula Holden.